# Arsen Dedić
Arsen Dedić, all'anagrafe Arsenije Dedić, noto anche con lo pseudonimo di Igor Krimov e Luka Juras (Sebenico, 28 luglio 1938 – Zagabria, 17 agosto 2015), è stato un cantautore, compositore e attore croato.

## Biografia

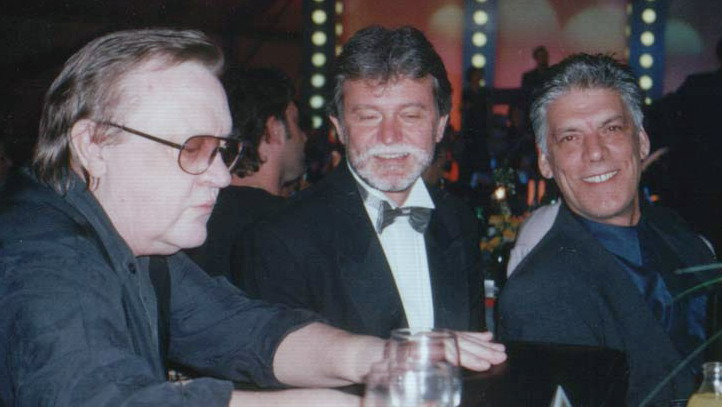
Arsen Dedić con Veljko Despot and Siniša Škarica, a Macarsca, nel 1999

Arsenije Dedić nasce a Sebenico il 28 luglio 1938, come croato di etnia serba. Si diploma al Liceo di Sebenico, quindi studia Legge a Zagabria, ma abbandona la facoltà per iscriversi all'Accademia Musicale, dove vi si laurea nel 1964. Nel 1963 debutta come cantante e cantautore, ottenendo una notorietà immediata in tutta la Jugoslavia.
Tra i suoi più grandi successi degli anni sessanta, figura anche la cover della hit italiana Sapore di sale, reinterpretata in serbo-croato con il titolo Okus soli. In quegli anni diventa amico dei cantautori italiani Gino Paoli e Sergio Endrigo, con i quali negli terrà occasionalmente concerti prima in Jugoslavia, poi in Croazia, e anche in Italia.
Nella sua carriera prende parte a numerosi festival in patria e all'estero, spesso vincendoli, e compie numerose tournée in tutto il mondo. incide alcune decine di album, che comprendono qualche centinaio di canzoni, tanto dal vivo, quanto in studio, favorendo la conoscenza, in Jugoslavia e Croazia, di artisti stranieri come i citati Paoli ed Endrigo, oltre a Georges Brassens, Jacques Brel, Bulat Okudžava, Georges Moustaki e altri, di cui traduce e reinterpreta i maggiori successi.
Compone anche musiche di scena, musiche per balletti e colonne sonore. Nel frattempo continua a scrivere poesie e racconti, che ottengono traduzioni (polacco, russo, italiano).
Tra il 1960 e il 1980, con qualche strascico nei primi anni novanta, prende parte, in qualità di attore, a numerose serie televisive, film per la televisione e per il cinema dell'allora Jugoslavia.
È stato membro dell'Associazione degli Scrittori della Croazia e dell'Unione dei Compositori della Croazia.
Dedić muore il 17 agosto del 2015 a Zagabria, in Croazia, all'età di 77 anni. Le sue spoglie sono sepolte nel cimitero cittadino di Mirogoj.
Nel 2019 viene assegnato postumo ad Arsen Dedić il premio 50 Years Award, al Festival del Cinema di Montona (Motovun Film Festival).

## Vita privata
Arsen Dedić è stato sposato con la cantante Schlager tedesca Gabi Novak. La coppia ha avuto due figli: Sandra Dedić e Matija Dedić. Quest'ultimo è uno dei più rinomati musicisti jazz della Croazia.

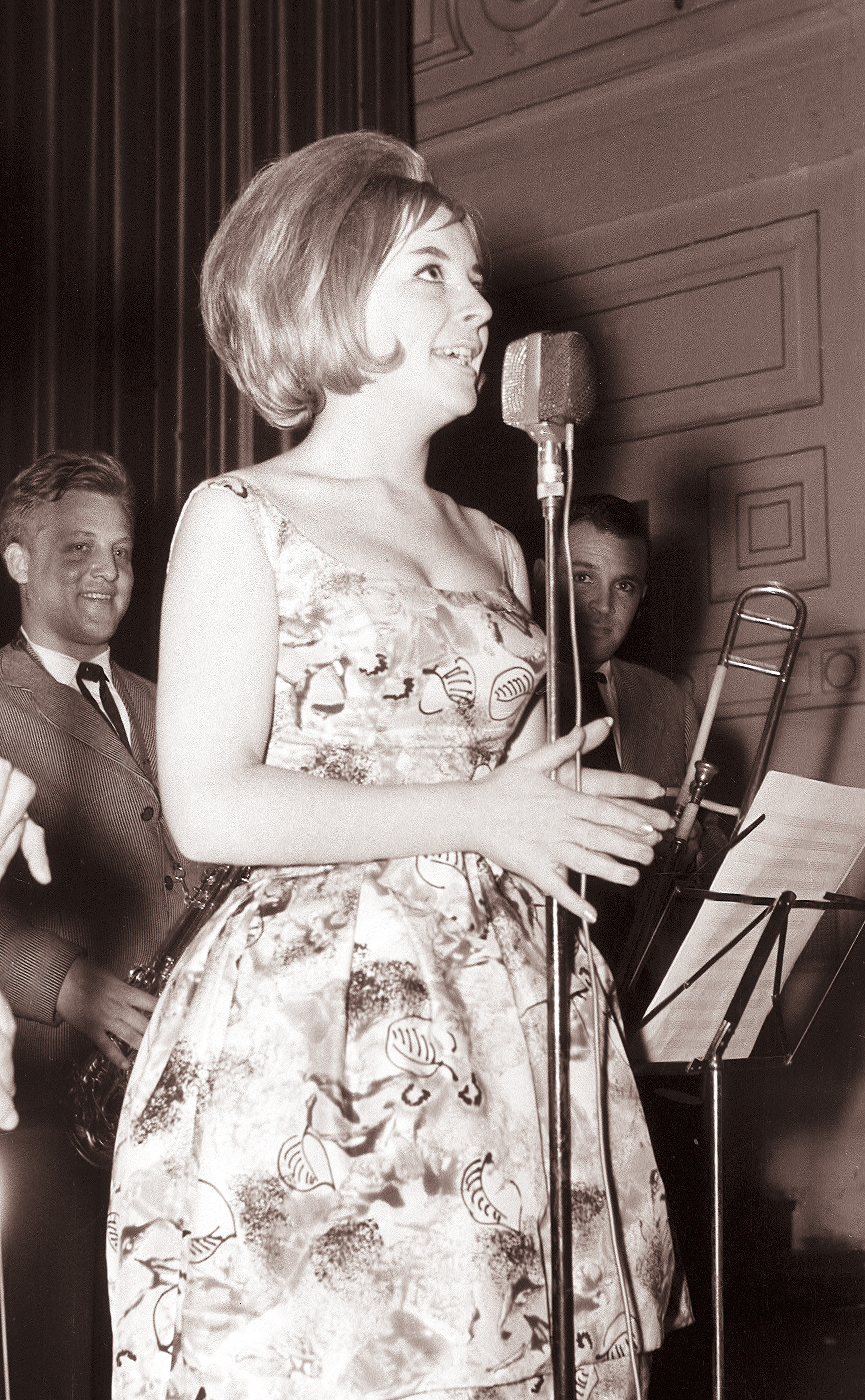
Gabi Novak, moglie di Arsen Dedić, nel 1961

## Filmografia

### Attore

#### Cinema
- Ponedjeljak ili utorak, regia di Vatroslav Mimica (1966)
- Pusti snovi, regia di Soja Jovanovic (1968)
- Kad golubovi polete, regia di Vlastimir Radovanovic (1968)
- Visnja na Tasmajdanu, regia di Stole Jankovic (1968)
- Zuta, regia di Vladimir Tadej (1973)
- Pjevam danju, pjevam nocu, regia di Jovan Ristic (regista) (1979)

#### Televisione
- Parnica oko magarece sjene, regia di Anton Marti - film TV (1960)
- Kalendar mode, regia di Angel Miladinov - film TV (1963)
- Popodnevni izlet, regia di Anton Marti - film TV (1963)
- Sou Arsena Dedica, regia di Zdravko Sotra - film TV (1967) - non accreditato
- Pjevam da mi prodje vrijeme, regia di Srdjan Karanovic - film TV (1968)
- Jedan covek - jedna pesma - serie TV, episodio 1x02 (1970)
- Buco, regia di Anton Marti - film TV (1971)
- Arsenal, regia di Jovan Ristic - film TV (1972)
- Hotel za ptice, regia di Sava Mrmak - film TV (1973)
- Vestak na zici, regia di Jovan Ristic - film TV (1973)
- Operacija 30 slova - serie TV, 7 episodi (1974)
- Moji gosti i ja... - serie TV, 1 episodio (1974)
- 25 godina Vesele veceri, regia di Petar Bogicevic e Mirjana Samardzic - film TV (1974)
- Velika rasprodaja, regia di Jovan Ristic - film TV (1974)
- Lutko, svidjas mi se, regia di Vera Belogrlic - film TV (1978)
- Muzika moje mladosti - serie TV, 1 episodio (1978)
- Sedam plus sedam - serie TV, episodi 1x04-1x05 (1978-1979)
- Prva Srpska zeleznica, regia di Arsenije Jovanovic - film TV (1979)
- Pod Greckom Goricom, regia di Branislav Kicic - film TV (1980)
- Muzicki tobogan - serie TV, episodi sconosciuti (1980)
- Pjevajmo pjesme, govorimo balade, regia di Eduard Galic - film TV (1993)

### Doppiatore
- Kravata Croatica, regia di Boris Kolar - cortometraggio (1994)

## Discografia parziale

### Album in studio
- 1969 - Čovjek kao ja
- 1971 - Arsen 2
- 1973 - Homo Volans
- 1975 - Vraćam se
- 1976 - Porodično stablo
- 1976 - Arsenal
- 1976 - Otisak autora
- 1976 - Pjesme sa šlagom
- 1977 - Dedić-Golob
- 1978 - Kuća pored mora
- 1980 - Rimska ploča
- 1980 - Pjevam pjesnike
- 1980 - Naručene pjesme
- 1980 - Gabi i Arsen
- 1981 - Carevo novo ruho
- 1982 - Arsen pjeva djeci
- 1984 - Provincija
- 1985 - Kantautor
- 1986 - Moje popevke
- 1987 - Kino Sloboda
- 1987 - Arsen & Bora Čorba Unplugged '87
- 1988 - Hrabri ljudi (Gabi i Arsen)
- 1989 - Glazba za film i TV
- 1989 - Svjedoci priče
- 1991 - Najbolje od Arsena
- 1993 - Tihi obrt
- 1993 - Retrospektiva
- 1995 - Ko ovo more platit
- 1997 - Ministarstvo straha
- 1999 - Herbar
- 2002 - Kinoteka
- 2002 - Pjesma je moj život
- 2003 - Klapa Maslina
- 2003 - Imena žena
- 2004 - Na zlu putu
- 2006 - The Platinum Collection
- 2008 - Rebus
- 2009 - Dobrotvorov dom - Antologija

## Riconoscimenti
- Motovun Film Festival
  - 2019 - 50 Years Award[1]
- Porin
  - 2009 - Miglior canzone originale per il teatro, il cinema e/o la televisione per Poslednji valcer u Sarajevu
- Premio Città di Recanati
  - 2000 - Premio Città di Recanati [senza fonte]
- Premio Tenco
  - 1982 - Premio Tenco[3]
- Prix Jacques Brel
  - 1979[senza fonte]